# Войтенко, Нина Ефимовна
Нина Ефимовна Войтенко (укр. Ніна Юхимівна Войтенко; 18 июня 1928, Кривуши, Кременчугский район, Харьковская область — апрель 2008, Одесса) — советский и украинский педагог, Герой Социалистического Труда.

## Биография
- В 1949 году окончила Полтавский педагогический институт, работала в селе Верхнее Лисичанского района, с 1951 — учитель украинского языка и литературы в СШ № 83, затем в СШ № 118 города Одессы.
- С 1961 по 1996 год работала учителем украинского языка и литературы средней школы № 32 Одессы; преподавала украинский язык и литературу.
- В 1978 году на Всесоюзном съезде учителей в Москве среди 46 педагогических работников Указом Верховного Совета СССР было присвоено звание Героя Социалистического Труда.
- В 1987 году — избрана делегатом Пятого съезда учителей Украины.
- Неоднократно избиралась депутатом районного и областного Советов народных депутатов.
- В 1996 году вышла на пенсию.
- В апреле 2008 года ушла из жизни.

## Награды
- Герой Социалистического Труда (1978)
- Орден Ленина
- Орден Трудового Красного Знамени
- Нагрудный знак МОН Украины «Отличник образования»
- Медаль «Ветеран труда»